# Laguna de Negrillos
Laguna de Negrillos é um município da Espanha na província de León, comunidade autónoma de Castela e Leão, de área 71,8 km² com população de 1288 habitantes (2007) e densidade populacional de 19,17 hab/km².

## Demografia
| Variação demográfica do município entre 1991 e 2004 | Variação demográfica do município entre 1991 e 2004 | Variação demográfica do município entre 1991 e 2004 | Variação demográfica do município entre 1991 e 2004 |
| --------------------------------------------------- | --------------------------------------------------- | --------------------------------------------------- | --------------------------------------------------- |
| 1991                                                | 1996                                                | 2001                                                | 2004                                                |
| 1790                                                | 1656                                                | 1444                                                | 1379                                                |